# George Hilario Barlow

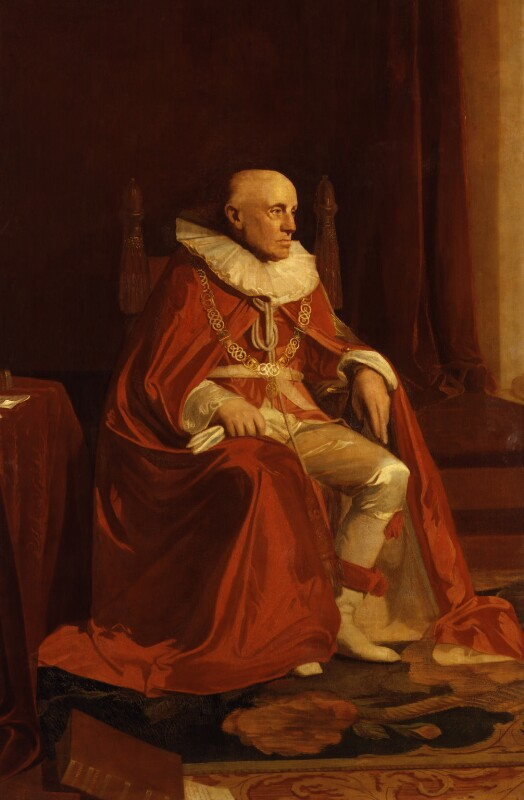
George Hilario Barlow

George Hilario Barlow, 1.er Baronet, GCB (1762-1847) fue Gobernador General provisional de la India desde la muerte de Lord Cornwallis en 1805 hasta la llegada de su sucesor, Lord Minto, en 1807.
En 1788 estuvo encargado de llevar a cabo el asentamiento definitivo en Bengala.
A la muerte de Lord Cornwallis en 1805, Sir George Barlow fue nombrado Gobernador General provisional, siendo recordado su mandato por ser el único gobernador que disminuyó el área del territorio británico; aunque su nombramiento como Gobernador General fue finalmente rechazado, siendo nombrado en su lugar Lord Minto.
De esa forma, Barlow fue nombrado gobernador de Madras, donde su falta de tacto provocó un motín de oficiales en 1809, similar al que ya había ocurrido con Robert Clive.
En 1812 volvió a Inglaterra, donde vivió, ya retirado de la política, hasta su muerte en febrero de 1847. Recibió la dignidad de Baronet en 1803.
- Datos: Q440404
- Multimedia: Sir George Barlow, 1st Baronet / Q440404